# Feliciano Mamani
Feliciano Mamani Ninavia (Uncía, Bolivia; 21 de febrero de 1976) es un minero, dirigente sindical y político boliviano. Fue candidato a la presidencia de Bolivia por el partido político PAN-BOL en las elecciones generales de Bolivia de 2020.

## Biografía
Feliciano Mamani nació el 21 de febrero de 1976 en la localidad de Uncía ubicado en la provincia de Rafael Bustillo del Departamento de Potosí. Desde muy niño se dedicó a la minería. Salió bachiller el año 1993 de su localidad natal. Durante su juventud se trasladó a vivir a la ciudad de Oruro a finales de la década de 1990.

### Secretario ejecutivo de FEDECOMIN Oruro (2015-2017)
Ingresó a trabajar a la cooperativa minera 10 de febrero. El año 2015, Feliciano Mamani fue elegido como el nuevo secretario ejecutivo de la Federación Departamental de Cooperativas Mineras (FEDECOMIN) del Departamento de Oruro, la cual reúne a más de 87 cooperativas mineras orureñas. Permaneció en el cargo hasta octubre de 2017.

### Caso asesinato del Viceministro Rodolfo Illanes
El 25 de agosto de 2016, el entonces viceministro de régimen interior de Bolivia Rodolfo Illanes fue brutalmente asesinado por mineros cooperativistas en inmediaciones de la localidad de Panduro (frontera entre el Departamento de La Paz y el Departamento de Oruro) mientras intentaba dialogar con dicho sector minero.
En ese marco, durante las investigaciones judiciales, el entonces Ministro de Gobierno de Bolivia Carlos Romero Bonifaz acusó directamente a Feliciano Mamani de haber estado en el grupo de mineros que asesinaron al viceministro Rodolfo Illanes. El 30 de septiembre de 2016, la policía boliviana logró aprehender al dirigente minero Feliciano Mamani Ninavia cuando se encontraba en la ciudad de Oruro siendo luego trasladado a la ciudad de La Paz, por ser presuntamente uno de los supuestos autores intelectuales del asesinato de dicha alta autoridad. Pero sin embargo, unos días después, el 3 de octubre de 2016, la Fiscalía Departametal de La Paz decidió dejarlo en libertad debido a la falta de pruebas en su contra. Inclusive ese mismo día, Feliciano Mamani, al momento de salir de la cárcel, exigió disculpas públicas a las autoridades del gobierno por haber afectado su imagen pública con falsas acusaciones.

### Secretario ejecutivo de la FENCOMIN de Bolivia (2018-actualidad)
El 7 de octubre de 2018, Feliciano Mamani fue elegido como el nuevo secretario ejecutivo de la Federación Nacional de Cooperativas Mineras de Bolivia (FENCOMIN) en reemplazo de David Morejon. Su elección se dio a través del XXV congreso ordinario de FENCOMIN, llevado a cabo en la ciudad de Cochabamba.

### Elecciones nacionales de 2020
El 3 de febrero de 2020, Feliciano Mamani se presentó como candidato a la Presidencia de Bolivia por el Partido Acción Nacional Boliviano (PAN-BOL) participando en las elecciones nacionales de 2020. Junto a él, le acompaña también la abogada y dirigenta sindical del transporte cochabambino Ruth Nina Juchani como candidata a la Vicepresidencia de Bolivia.

### Coronavirus
El 14 de julio de 2020, se confirmó la noticia a nivel nacional que Feliciano Mamani había contraido la enfermedad del Coronavirus en la ciudad intermedia de Llallagua en el departamento de Potosí. De esa manera, Feliciano Mamani se convirtió en el tercer candidato presidencial en contraer el virus luego de Jeanine Áñez Chávez y Chi Hyun Chung.
Ante esta situación, su compañera de fórmula Ruth Nina pidió al Tribunal Supremo Electoral (TSE) postergar la fecha de las elecciones que estaban previstas para el 6 de septiembre de 2020.